# Břežany (ort i Tjeckien, Plzeň)
Břežany är en ort i Tjeckien.   Den ligger i regionen Plzeň, i den västra delen av landet, 100 km sydväst om huvudstaden Prag. Břežany ligger 497 meter över havet och antalet invånare är 155.
Terrängen runt Břežany är lite kuperad.Runt Břežany är det ganska glesbefolkat, med 23 invånare per kvadratkilometer. Närmaste större samhälle är Sušice, 14,8 km sydväst om Břežany. Omgivningarna runt Břežany är en mosaik av jordbruksmark och naturlig växtlighet.